# Phyllium schultzei
Phyllium schultzei är en insektsart som först beskrevs av Giglio-Tos 1912.  Phyllium schultzei ingår i släktet Phyllium och familjen Phylliidae. Inga underarter finns listade i Catalogue of Life.